# Декоратор (шаблон проектирования)
Декоратор (англ. Decorator) — структурный шаблон проектирования, предназначенный для динамического подключения дополнительного поведения к объекту. Шаблон Декоратор предоставляет гибкую альтернативу практике создания подклассов с целью расширения функциональности.

## Основные характеристики

### Задача
Объект, который предполагается использовать, выполняет основные функции. Однако может потребоваться добавить к нему некоторую дополнительную функциональность, которая будет выполняться до, после или даже вместо основной функциональности объекта.

### Способ решения
Декоратор предусматривает расширение функциональности объекта без определения подклассов.

### Участники
Класс ConcreteComponent — класс, в который с помощью шаблона Декоратор добавляется новая функциональность. В некоторых случаях базовая функциональность предоставляется классами, производными от класса ConcreteComponent. В подобных случаях класс ConcreteComponent является уже не конкретным, а абстрактным. Абстрактный класс Component определяет интерфейс для использования всех этих классов.

### Следствия
1. Добавляемая функциональность реализуется в небольших объектах. Преимущество состоит в возможности динамически добавлять эту функциональность до или после основной функциональности объекта ConcreteComponent.
2. Позволяет избегать перегрузки функциональными классами на верхних уровнях иерархии
3. Декоратор и его компоненты не являются идентичными

### Реализация
Создаётся абстрактный класс, представляющий как исходный класс, так и новые, добавляемые в класс функции. В классах-декораторах новые функции вызываются в требуемой последовательности — до или после вызова последующего объекта.
При желании остаётся возможность использовать исходный класс (без расширения функциональности), если на его объект сохранилась ссылка.

## Замечания и комментарии
- Хотя объект-декоратор может добавлять свою функциональность до или после функциональности основного объекта, цепочка создаваемых объектов всегда должна заканчиваться объектом класса ConcreteComponent.
- Базовые классы языка Java широко используют шаблон Декоратор для организации обработки операций ввода-вывода.
- И декоратор, и адаптер являются обёртками вокруг объекта — хранят в себе ссылку на оборачиваемый объект и часто передают в него вызовы методов. Отличие декоратора от адаптера в том, что адаптер имеет внешний интерфейс, отличный от интерфейса оборачиваемого объекта, и используется именно для стыковки разных интерфейсов. Декоратор же имеет точно такой же интерфейс, и используется для добавления функциональности.
- Для расширения функциональности класса возможно использовать как декораторы, так и стратегии. Декораторы оборачивают объект снаружи, стратегии же вставляются в него внутрь по неким интерфейсам.
  - Недостаток стратегии: класс должен быть спроектирован с возможностью вставления стратегий, декоратор же не требует такой поддержки.
  - Недостаток декоратора: он оборачивает ровно тот же интерфейс, что предназначен для внешнего мира, что вызывает смешение публичного интерфейса и интерфейса кастомизации, которое не всегда желательно.

## Применение шаблона
Драйверы-фильтры в ядре Windows (архитектура WDM (Windows Driver Model)) представляют собой декораторы. Несмотря на то, что WDM реализована на не-объектном языке Си, в ней чётко прослеживаются паттерны проектирования — декоратор, цепочка обязанностей, и команда (объект IRP).
Архитектура COM (Component Object Model) не поддерживает наследование реализаций, вместо него предлагается использовать декораторы (в данной архитектуре это называется «агрегация»). При этом архитектура решает (с помощью механизма pUnkOuter) проблему object identity, возникающую при использовании декораторов — identity агрегата есть identity его самого внешнего декоратора.

## Примеры

### Kotlin
```
fun
 
main
()
 
{

    
LoggingNotifier
(

        
FancyNotifier
(

        	
ConsoleNotifier
()

        
)

    
).
notify
(
"Hello, World!"
)

}

interface
 
Notifier
 
{

    
fun
 
notify
(
message
:
 
String
)

}

class
 
ConsoleNotifier
 
:
 
Notifier
 
{

    
override
 
fun
 
notify
(
message
:
 
String
)
 
{

        
println
(
message
)

    
}

}

class
 
LoggingNotifier
(
private
 
val
 
notifier
:
 
Notifier
)
 
:
 
Notifier
 
{

    
override
 
fun
 
notify
(
message
:
 
String
)
 
{

        
notifier
.
notify
(
message
)

        
println
(
"LOG - 
$
message
"
)
 
// Like a logger

    
}

}

class
 
FancyNotifier
(
private
 
val
 
notifier
:
 
Notifier
)
 
:
 
Notifier
 
{

    
override
 
fun
 
notify
(
message
:
 
String
)
 
{

      	
val
 
border
 
=
 
"-"
.
repeat
(
message
.
length
)

        
notifier
.
notify
(
"""

            
$
border

            
$
message

            
$
border

        """
.
trimIndent
())

    
}

}

```

### Ruby
```
module
 
DecoratorPattern

  
# Extends basic functionallity combining several Decorators

  
class
 
Source

    
def
 
initialize
(
line
)

      
@line
 
=
 
line

    
end

    
def
 
write_line

      
@line

    
end

  
end

  
# Abstract Decorator

  
module
 
Decorator

    
def
 
initialize
(
source
)

      
@source
 
=
 
source

    
end

    
def
 
write_line

      
raise
 
NotImplementedError

    
end

  
end

  
# Concrete Decorator

  
class
 
Upcaser

    
include
 
Decorator

    
def
 
write_line

      
@source
.
write_line
.
upcase

    
end

  
end

  
# Concrete Decorator

  
class
 
Timestamper

    
include
 
Decorator

    
def
 
write_line

      
"
#{
Time
.
now
.
strftime
(
'%H:%m'
)
}
 
#{
@source
.
write_line
}
"

    
end

  
end

  
# Concrete Decorator

  
class
 
Datestamper

    
include
 
Decorator

    
def
 
write_line

      
"
#{
Time
.
now
.
strftime
(
'%d.%m.%y'
)
}
 
#{
@source
.
write_line
}
"

    
end

  
end

  
def
 
self
.
run

    
puts
 
'=>  Decorator'

    
source
 
=
 
Source
.
new
(
'Lorem ipsum dolor sit amet'
)

    
puts
 
"Source:
\n
=>  
#{
source
.
write_line
}
"

    
upcased
 
=
 
Upcaser
.
new
(
source
)

    
puts
 
"Upcased:
\n
=>  
#{
upcased
.
write_line
}
"

    
timestamped
 
=
 
Timestamper
.
new
(
source
)

    
puts
 
"Timestamped:
\n
=>  
#{
timestamped
.
write_line
}
"

    
datestamped
 
=
 
Datestamper
.
new
(
source
)

    
puts
 
"Datestamped:
\n
=>  
#{
datestamped
.
write_line
}
"

    
upcased_timestamped
 
=
 
Timestamper
.
new
(
Upcaser
.
new
(
source
))

    
puts
 
"Upcased and timestamped:
\n
=>  
#{
upcased_timestamped
.
write_line
}
"

    
upcased_datestamped_timestamped
 
=
 
Datestamper
.
new
(
Timestamper
.
new
(
Upcaser
.
new
(
source
)))

    
puts
 
"Upcased, datestamped and timestamped:
\n
=>  
#{
upcased_datestamped_timestamped
.
write_line
}
"

    
datestamped_timestamped
 
=
 
Datestamper
.
new
(
Timestamper
.
new
(
source
))

    
puts
 
"Datestamped and timestamped:
\n
=>  
#{
datestamped_timestamped
.
write_line
}
"

    
puts
 
''

  
end

end

DecoratorPattern
.
run
 

# =>  Decorator

# Source:

# =>  Lorem ipsum dolor sit amet

# Upcased:

# =>  LOREM IPSUM DOLOR SIT AMET

# Timestamped:

# =>  18:03 Lorem ipsum dolor sit amet

# Datestamped:

# =>  29.03.19 Lorem ipsum dolor sit amet

# Upcased and timestamped:

# =>  18:03 LOREM IPSUM DOLOR SIT AMET

# Upcased, datestamped and timestamped:

# =>  29.03.19 18:03 LOREM IPSUM DOLOR SIT AMET

# Datestamped and timestamped:

# =>  29.03.19 18:03 Lorem ipsum dolor sit amet

```

### Java
```
public
 
interface
 
InterfaceComponent
 
{

	
void
 
doOperation
();

}

class
 
MainComponent
 
implements
 
InterfaceComponent
 
{

	

	
@Override

	
public
 
void
 
doOperation
()
 
{

		
System
.
out
.
print
(
"World!"
);

	
}
	

}

abstract
 
class
 
Decorator
 
implements
 
InterfaceComponent
 
{

	
protected
 
InterfaceComponent
 
component
;

	

	
public
 
Decorator
 
(
InterfaceComponent
 
c
)
 
{

		
component
 
=
 
c
;

	
}

	

	
@Override

	
public
 
void
 
doOperation
()
 
{

		
component
.
doOperation
();

	
}

	
public
 
void
 
newOperation
()
 
{

		
System
.
out
.
println
(
"Do Nothing"
);

	
}

}

class
 
DecoratorSpace
 
extends
 
Decorator
 
{

	

	
public
 
DecoratorSpace
(
InterfaceComponent
 
c
)
 
{

		
super
(
c
);

	
}

	

	
@Override

	
public
 
void
 
doOperation
()
 
{

		
System
.
out
.
print
(
" "
);

		
super
.
doOperation
();

	
}

	

	
@Override

	
public
 
void
 
newOperation
()
 
{

		
System
.
out
.
println
(
"New space operation"
);

	
}

}

class
 
DecoratorComma
 
extends
 
Decorator
 
{

	
public
 
DecoratorComma
(
InterfaceComponent
 
c
)
 
{

		
super
(
c
);

	
}

	

	
@Override

	
public
 
void
 
doOperation
()
 
{

		
System
.
out
.
print
(
","
);

		
super
.
doOperation
();

	
}
	

        

	
@Override

	
public
 
void
 
newOperation
()
 
{

		
System
.
out
.
println
(
"New comma operation"
);

	
}

}

class
 
DecoratorHello
 
extends
 
Decorator
 
{

	

	
public
 
DecoratorHello
(
InterfaceComponent
 
c
)
 
{

		
super
(
c
);

	
}

	

	
@Override

	
public
 
void
 
doOperation
()
 
{

		
System
.
out
.
print
(
"Hello"
);

		
super
.
doOperation
();

	
}

	

	
@Override

	
public
 
void
 
newOperation
()
 
{

		
System
.
out
.
println
(
"New hello operation"
);

	
}

}

class
 
Main
 
{

	

	
public
 
static
 
void
 
main
 
(
String
...
 
s
)
 
{

		
Decorator
 
c
 
=
 
new
 
DecoratorHello
(
new
 
DecoratorComma
(
new
 
DecoratorSpace
(
new
 
MainComponent
())));

		
c
.
doOperation
();
 
// Результат выполнения программы "Hello, World!"

	    
c
.
newOperation
();
 
// New hello operation

    
}

}

```

### C#
```
var
 
c
 
=
 
new
 
Component
();

var
 
dA
 
=
 
new
 
DecoratedComponentA
();

var
 
dB
 
=
 
new
 
DecoratedComponentB
();

dA
.
Component
 
=
 
c
;

dB
.
Component
 
=
 
dA
;

dA
.
Operation
();

Console
.
WriteLine
();

dB
.
Operation
();

interface
 
IComponent

{

    
void
 
Operation
();

}

class
 
Component
 
:
 
IComponent

{

    
public
 
void
 
Operation
()
 
=>
 
Console
.
Write
(
"Привет"
);

}

abstract
 
class
 
Decorator
 
:
 
IComponent

{

    
public
 
IComponent
?
 
Component
 
{
 
protected
 
get
;
 
set
;
 
}

    
public
 
virtual
 
void
 
Operation
()
 
=>
 
Component
?.
Operation
();

}

class
 
DecoratedComponentA
 
:
 
Decorator
;

class
 
DecoratedComponentB
 
:
 
Decorator

{

    
public
 
override
 
void
 
Operation
()

    
{

        
base
.
Operation
();

        
Console
.
Write
(
" Мир!"
);

    
}

}

```

### C++
```
#include
 
<iostream>

#include
 
<memory>

 

class
 
IComponent
 
{

public
:

	
virtual
 
void
 
operation
()
 
=
 
0
;

    
virtual
 
~
IComponent
(){}

};

 

class
 
Component
 
:
 
public
 
IComponent
 
{

public
:

	
virtual
 
void
 
operation
()
 
{

		
std
::
cout
<<
"World!"
<<
std
::
endl
;

	
}

};

 

class
 
DecoratorOne
 
:
 
public
 
IComponent
 
{

	
std
::
shared_ptr
<
IComponent
>
 
m_component
;

 

public
:

	
DecoratorOne
(
std
::
shared_ptr
<
IComponent
>
 
component
)
:
 
m_component
(
component
)
 
{}

 

	
virtual
 
void
 
operation
()
 
{

		
std
::
cout
 
<<
 
", "
;

		
m_component
->
operation
();

	
}

};

 

class
 
DecoratorTwo
 
:
 
public
 
IComponent
 
{

	
std
::
shared_ptr
<
IComponent
>
 
m_component
;

 

public
:

	
DecoratorTwo
(
std
::
shared_ptr
<
IComponent
>
 
component
)
:
 
m_component
(
component
)
 
{}

 

	
virtual
 
void
 
operation
()
 
{

		
std
::
cout
 
<<
 
"Hello"
;

		
m_component
->
operation
();

	
}

};

void
 
Operation
(
IComponent
 
&
component
)
 
{

    
component
.
operation
();

}

 

int
 
main
()
 
{

	
DecoratorTwo
 
obj
(
std
::
make_shared
<
DecoratorOne
>
(
std
::
make_shared
<
Component
>
()));

	
Operation
(
obj
);
 
// prints "Hello, World!\n"

 

	
return
 
0
;

}

```

### D
```
import
 
std
.
stdio
;

abstract
 
class
 
Figure

{

    
protected
 
string
 
name
;

    
string
 
getInfo
();

}

class
 
Empty
 
:
 
Figure

{

    
override
 
string
 
getInfo
()

    
{

        
return
 
null
;

    
}

}

class
 
Circle
 
:
 
Figure

{

    
protected
 
Figure
 
figure
;

    
this
(
Figure
 
f
)

    
{

        
figure
 
=
 
f
;

        
name
 
=
 
" circle "
;

    
}

    
override
 
string
 
getInfo
()

    
{

        
return
 
name
 
~
 
figure
.
getInfo
();

    
}

}

class
 
Bar
 
:
 
Figure

{

    
protected
 
Figure
 
figure
;

    
this
(
Figure
 
f
)

    
{

        
figure
 
=
 
f
;

        
name
 
=
 
" bar "
;

    
}

    
override
 
string
 
getInfo
()

    
{

        
return
 
figure
.
getInfo
()
 
~
 
name
;

    
}

}

void
 
main
()

{

    
Figure
 
figures
 
=
 
new
 
Bar
(
new
 
Circle
(
new
 
Bar
(
new
 
Circle
(
new
 
Empty
()))));

    
writeln
(
figures
.
getInfo
());

}

```

### Python
Ниже — пример реализации шаблона проектирования. В Python существуют декораторы функций и классов, концепция которых отличается от концепции шаблона проектирования.
```
"""

Demonstrated decorators in a world of a 10x10 grid of values 0-255. 

"""

import
 
random

def
 
s32_to_u16
(
 
x
 
):

    
if
 
x
 
<
 
0
:

        
sign
 
=
 
0xf000

    
else
:

        
sign
 
=
 
0

    
bottom
 
=
 
x
 
&
 
0x00007fff

    
return
 
bottom
 
|
 
sign

def
 
seed_from_xy
(
 
x
,
y
 
):
 
return
 
s32_to_u16
(
 
x
 
)
 
|
 
(
s32_to_u16
(
 
y
 
)
 
<<
 
16
 
)

class
 
RandomSquare
:

    
def
 
__init__
(
 
s
,
 
seed_modifier
 
):

        
s
.
seed_modifier
 
=
 
seed_modifier

    
def
 
get
(
 
s
,
 
x
,
y
 
):

        
seed
 
=
 
seed_from_xy
(
 
x
,
y
 
)
 
^
 
s
.
seed_modifier

        
random
.
seed
(
 
seed
 
)

        
return
 
random
.
randint
(
 
0
,
255
 
)

class
 
DataSquare
:

    
def
 
__init__
(
 
s
,
 
initial_value
 
=
 
None
 
):

        
s
.
data
 
=
 
[
initial_value
]
*
10
*
10

    
def
 
get
(
 
s
,
 
x
,
y
 
):

        
return
 
s
.
data
[
 
(
y
*
10
)
+
x
 
]
 
# yes: these are all 10x10

    
def
 
set
(
 
s
,
 
x
,
y
,
 
u
 
):

        
s
.
data
[
 
(
y
*
10
)
+
x
 
]
 
=
 
u

class
 
CacheDecorator
:

    
def
 
__init__
(
 
s
,
 
decorated
 
):

        
s
.
decorated
 
=
 
decorated

        
s
.
cache
 
=
 
DataSquare
()

    
def
 
get
(
 
s
,
 
x
,
y
 
):

        
if
 
s
.
cache
.
get
(
 
x
,
y
 
)
 
==
 
None
:

            
s
.
cache
.
set
(
 
x
,
y
,
 
s
.
decorated
.
get
(
 
x
,
y
 
)
 
)

        
return
 
s
.
cache
.
get
(
 
x
,
y
 
)

class
 
MaxDecorator
:

    
def
 
__init__
(
 
s
,
 
decorated
,
 
max
 
):

        
s
.
decorated
 
=
 
decorated

        
s
.
max
 
=
 
max

    
def
 
get
(
 
s
,
 
x
,
y
 
):

        
if
 
s
.
decorated
.
get
(
 
x
,
y
 
)
 
>
 
s
.
max
:

            
return
 
s
.
max

        
return
 
s
.
decorated
.
get
(
 
x
,
y
 
)

class
 
MinDecorator
:

    
def
 
__init__
(
 
s
,
 
decorated
,
 
min
 
):

        
s
.
decorated
 
=
 
decorated

        
s
.
min
 
=
 
min

    
def
 
get
(
 
s
,
 
x
,
y
 
):

        
if
 
s
.
decorated
.
get
(
 
x
,
y
 
)
 
<
 
s
.
min
:

            
return
 
s
.
min

        
return
 
s
.
decorated
.
get
(
 
x
,
y
 
)

class
 
VisibilityDecorator
:

    
def
 
__init__
(
 
s
,
 
decorated
 
):

        
s
.
decorated
 
=
 
decorated

    
def
 
get
(
 
s
,
x
,
y
 
):

        
return
 
s
.
decorated
.
get
(
 
x
,
y
 
)

    
def
 
draw
(
s
 
):

        
for
 
y
 
in
 
range
(
 
10
 
):

             
for
 
x
 
in
 
range
(
 
10
 
):

                 
print
 
"
%3d
"
 
%
 
s
.
get
(
 
x
,
y
 
),

             
print

# Now, build up a pipeline of decorators:

random_square
 
=
 
RandomSquare
(
 
635
 
)

random_cache
 
=
 
CacheDecorator
(
 
random_square
 
)

max_filtered
 
=
 
MaxDecorator
(
 
random_cache
,
 
200
 
)

min_filtered
 
=
 
MinDecorator
(
 
max_filtered
,
 
100
 
)

final
 
=
 
VisibilityDecorator
(
 
min_filtered
 
)

final
.
draw
()

```

Выходные данные (учтите использование генератора псевдослучайных чисел):
```
100
 
100
 
100
 
100
 
181
 
161
 
125
 
100
 
200
 
100

200
 
100
 
100
 
200
 
100
 
200
 
200
 
184
 
162
 
100

155
 
100
 
200
 
100
 
200
 
200
 
100
 
200
 
143
 
100

100
 
200
 
144
 
200
 
101
 
143
 
114
 
200
 
166
 
136

100
 
147
 
200
 
200
 
100
 
100
 
200
 
141
 
172
 
100

144
 
161
 
100
 
200
 
200
 
200
 
190
 
125
 
100
 
177

150
 
200
 
100
 
175
 
111
 
195
 
193
 
128
 
100
 
100

100
 
200
 
100
 
200
 
200
 
129
 
159
 
105
 
112
 
100

100
 
101
 
200
 
200
 
100
 
100
 
200
 
100
 
101
 
120

180
 
200
 
100
 
100
 
198
 
151
 
100
 
195
 
131
 
100

```

### PHP
```
abstract
 
class
 
AbstractComponent

{

    
abstract
 
public
 
function
 
operation
();

}

 

class
 
ConcreteComponent
 
extends
 
AbstractComponent

{

    
public
 
function
 
operation
()
 
    
{

        
// ...

    
}

}

 

abstract
 
class
 
AbstractDecorator
 
extends
 
AbstractComponent

{

    
protected
 
$component
;

   
    
public
 
function
 
__construct
(
AbstractComponent
 
$component
)
 
    
{

        
$this
->
component
 
=
 
$component
;

    
}

}

 

class
 
ConcreteDecorator
 
extends
 
AbstractDecorator

{

    
public
 
function
 
operation
()

    
{

        
// ... расширенная функциональность ...       

        
$this
->
component
->
operation
();
       
        
// ... расширенная функциональность ...

    
}

}

 

$decoratedComponent
 
=
 
new
 
ConcreteDecorator
(

    
new
 
ConcreteComponent
()

);

 

$decoratedComponent
->
operation
();

```

### PHP 5
```
<?php

interface
 
IText

{

    
public
 
function
 
show
();

}

class
 
TextHello
 
implements
  
IText

{

    
protected
 
$object
;

    
public
 
function
 
__construct
(
IText
 
$text
)
 
{

        
$this
->
object
 
=
 
$text
;

    
}

    
public
 
function
 
show
()
 
{

        
echo
 
'Hello'
;

        
$this
->
object
->
show
();

    
}

}

class
 
TextWorld
 
implements
  
IText

{

    
protected
 
$object
;

    
public
 
function
 
__construct
(
IText
 
$text
)
 
{

        
$this
->
object
 
=
 
$text
;

    
}

    
public
 
function
 
show
()
 
{

        
echo
 
'world'
;

        
$this
->
object
->
show
();

    
}

}

class
 
TextSpace
 
implements
  
IText

{

    
protected
 
$object
;

    
public
 
function
 
__construct
(
IText
 
$text
)
 
{

        
$this
->
object
 
=
 
$text
;

    
}

    
public
 
function
 
show
()
 
{

        
echo
 
' '
;

        
$this
->
object
->
show
();

    
}

}

class
 
TextEmpty
 
implements
 
IText

{

    
public
 
function
 
show
()
 
{

    
}

}

$decorator
 
=
 
new
 
TextHello
(
new
 
TextSpace
(
new
 
TextWorld
(
new
 
TextEmpty
())));

$decorator
->
show
();
 
// Hello world

echo
 
'<br />'
 
.
 
PHP_EOL
;

$decorator
 
=
 
new
 
TextWorld
(
new
 
TextSpace
(
new
 
TextHello
(
new
 
TextEmpty
())));

$decorator
->
show
();
 
// world Hello

```

### CoffeeScript
```
# Компонент

class
 
Notebook

	
# Маркетинг

	
price
 
:
 
500
  
# $

	

	
# Характеристики

	
hdd
   
:
 
320
  
# GB

	
ram
   
:
 
4
    
# GB

	
core
  
:
 
'i5 2.3'
 
# GHz

# Декоратор

class
 
NovaNotebook

	
constructor
 
:
 
(product) ->

		
@price
 
=
 
product
.
price
 
*
 
1.3

# Декоратор

class
 
ImportNotebook

	
constructor
 
:
 
(product) ->

		
@price
 
=
 
product
.
price
 
*
 
1.5

# Декоратор

class
 
AppleNotebook

	
constructor
 
:
 
(product) ->

		
@price
 
=
 
product
.
price
 
*
 
2.1

macBookInRussia
 
=
 
new
 
ImportNotebook
 
new
 
NovaNotebook
 
new
 
AppleNotebook
 
new
 
Notebook

console
.
log
(
macBookInRussia
.
price
)

```

### JavaScript
Шаблон декоратор в языках с динамической типизацией может быть применён без интерфейсов и традиционного для ООП наследования.
Этот пример скопирован с английской версии статьи. Расчёт стоимости кофе:
```
// ConcreteComponent (класс для последующего декорирования)

function
 
Coffee
()
 
{

    
this
.
cost
 
=
 
function
()
 
{

		
return
 
1
;

    
};

}

 

// Decorator A

function
 
Milk
(
coffee
)
 
{

    
this
.
cost
 
=
 
function
()
 
{

		
return
 
coffee
.
cost
()
 
+
 
0.5
;

    
};
	

}

 

// Decorator B

function
 
Whip
(
coffee
)
 
{

    
this
.
cost
 
=
 
function
()
 
{

		
return
 
coffee
.
cost
()
 
+
 
0.7
;

    
};

}

 

// Decorator C

function
 
Sprinkles
(
coffee
)
 
{

    
this
.
cost
 
=
 
function
()
 
{

		
return
 
coffee
.
cost
()
 
+
 
0.2
;

    
};

}

// Можно использовать, например, так:

var
 
coffee
 
=
 
new
 
Milk
(
new
 
Whip
(
new
 
Sprinkles
(
new
 
Coffee
())));

alert
(
 
coffee
.
cost
()
 
);

// Или более наглядно:

var
 
coffee
 
=
 
new
 
Coffee
();

coffee
 
=
 
new
 
Sprinkles
(
coffee
);

coffee
 
=
 
new
 
Whip
(
coffee
);

coffee
 
=
 
new
 
Milk
(
coffee
);

alert
(
coffee
.
cost
());

```

Реализация имеющегося выше C# примера. В ConcreteComponent добавлена локальная переменная price, которая будет изменяться как в нём самом, так и декораторах. Имена классов (кроме постфиксов "A" и "B") совпадают с именами участников шаблона.
```
function
 
Component
()
 
{

	
this
.
operation
 
=
 
function
()
 
{
 
};

	
this
.
getPrice
 
=
 
function
()
 
{
 
};

	
this
.
setPrice
 
=
 
function
()
 
{
 
};

}

function
 
ConcreteComponent
()
 
{

	
var
 
price
 
=
 
10
;

	

	
this
.
operation
 
=
 
function
()
 
{

		
price
 
+=
 
4
;

		
alert
(
"ConcreteComponent.operation, price: "
+
 
price
);

	
};

	
this
.
getPrice
 
=
 
function
()
 
{

		
return
 
price
;

	
};

	
this
.
setPrice
 
=
 
function
(
val
)
 
{

		
price
 
=
 
val
;

	
};

}

ConcreteComponent
.
prototype
 
=
 
new
 
Component
();

ConcreteComponent
.
prototype
.
constructor
 
=
 
ConcreteComponent
;

function
 
Decorator
()
 
{

	
var
 
component
;

	

	
this
.
setComponent
 
=
 
function
(
val
)
 
{

		
component
 
=
 
val
;

	
};

	
this
.
getComponent
 
=
 
function
()
 
{

		
return
 
component
;

	
};

	
this
.
operation
 
=
 
function
()
 
{

		
component
.
operation
();

	
};

	
this
.
getPrice
 
=
 
function
()
 
{

		
return
 
component
.
getPrice
();

	
};

	
this
.
setPrice
 
=
 
function
(
val
)
 
{

		
component
.
setPrice
(
val
);

	
};

}

Decorator
.
prototype
 
=
 
new
 
Component
();

Decorator
.
prototype
.
constructor
 
=
 
Decorator
;

function
 
ConcreteDecoratorA
()
 
{

	
Decorator
.
call
(
this
);

	
var
 
operation
 
=
 
this
.
operation
;
 
// ссылка на метод, определенный в Decorator

	

	
this
.
operation
 
=
 
function
()
 
{

		
this
.
setPrice
(
this
.
getPrice
()
 
+
 
3
);

		
alert
(
"ConcreteDecoratorA.operation, price: "
+
 
this
.
getPrice
());

		
operation
();

	
};

}

function
 
ConcreteDecoratorB
()
 
{

	
var
 
dublicate
 
=
 
this
;
 
// ссылка на инстанцирующийся объект (т.к. this может меняться)

	
Decorator
.
call
(
this
);

	
var
 
operation
 
=
 
this
.
operation
;
 
// ссылка на метод, определенный в Decorator

	

	
this
.
operation
 
=
 
function
()
 
{

		
this
.
setPrice
(
this
.
getPrice
()
 
+
 
1
);

		
alert
(
"ConcreteDecoratorB.operation, price: "
+
 
this
.
getPrice
());

		
addedBehavior
();

		
operation
();

	
};

	

	
function
 
addedBehavior
()
 
{

		
dublicate
.
setPrice
(
dublicate
.
getPrice
()
 
+
 
2
);

		
alert
(
"addedBehavior, price: "
+
 
dublicate
.
getPrice
());

	
}

}

// использование

c
 
=
 
new
 
ConcreteComponent
();

d1
 
=
 
new
 
ConcreteDecoratorA
();

d2
 
=
 
new
 
ConcreteDecoratorB
();

alert
(
"изначальная цена: "
 
+
 
c
.
getPrice
());
 
// 10

d1
.
setComponent
(
c
);

d2
.
setComponent
(
d1
);

d2
.
operation
();

alert
(
"цена после преобразования: "
 
+
 
c
.
getPrice
());
 
// 20

```

### VB.NET
```
Namespace
 
Decorator

    
Class
 
Program

        
Shared
 
Sub
 
Main
()

            
' Создание ConcreteComponent и двух декораторов

            
Dim
 
C
 
As
 
New
 
ConcreteComponent
()

            
Dim
 
D1
 
As
 
New
 
ConcreteDecoratorA
()

            
Dim
 
D2
 
As
 
New
 
ConcreteDecoratorB
()

            
' Ссылки декоратора

            
D1
.
SetComponent
(
C
)

            
D2
.
SetComponent
(
D1
)

            
D2
.
Operation
()

            
' Ожидание действий от пользователя

            
Console
.
Read
()

        
End
 
Sub

    
End
 
Class

    
''' <summary>

    
''' Component - компонент

    
''' </summary>

    
''' <remarks>

    
''' <li>

    
''' <lu>определяем интерфейс для объектов, на которые могут быть динамически 

    
''' возложены дополнительные обязанности;</lu>

    
''' </li>

    
''' </remarks>

    
MustInherit
 
Class
 
Component

        
Public
 
MustOverride
 
Sub
 
Operation
()

    
End
 
Class

    
''' <summary>

    
''' ConcreteComponent - конкретный компонент

    
''' </summary>

    
''' <remarks>

    
''' <li>

    
''' <lu>определяет объект, на который возлагается дополнительные обязанности</lu>

    
''' </li>

    
''' </remarks>

    
Class
 
ConcreteComponent

        
Inherits
 
Component

        
Public
 
Overrides
 
Sub
 
Operation
()

            
Console
.
WriteLine
(
"ConcreteComponent.Operation()"
)

        
End
 
Sub

    
End
 
Class

    
''' <summary>

    
''' Decorator - декоратор

    
''' </summary>

    
''' <remarks>

    
''' <li>

    
''' <lu>хранит ссылку на объект <see cref="Component"/> и определяет интерфейс,

    
''' соответствующий интерфейсу <see cref="Component"/></lu>

    
''' </li>

    
''' </remarks>

    
MustInherit
 
Class
 
Decorator

        
Inherits
 
Component

        
Protected
 
component
 
As
 
Component

        
Public
 
Sub
 
SetComponent
(
ByVal
 
component
 
As
 
Component
)

            
Me
.
component
 
=
 
component

        
End
 
Sub

        
Public
 
Overrides
 
Sub
 
Operation
()

            
If
 
component
 
IsNot
 
Nothing
 
Then

                
component
.
Operation
()

            
End
 
If

        
End
 
Sub

    
End
 
Class

    
''' <summary>

    
''' ConcreteDecorator - конкретный декоратор

    
''' </summary>

    
''' <remarks>

    
''' <li>

    
''' <lu>возглагает дополнительные обязанности на компонент.</lu>

    
''' </li>

    
''' </remarks>

    
Class
 
ConcreteDecoratorA

        
Inherits
 
Decorator

        
Private
 
addedState
 
As
 
String

        
Public
 
Overrides
 
Sub
 
Operation
()

            
MyBase
.
Operation
()

            
addedState
 
=
 
"New State"

            
Console
.
WriteLine
(
"ConcreteDecoratorA.Operation()"
)

        
End
 
Sub

    
End
 
Class

    
' "ConcreteDecoratorB"

    
Class
 
ConcreteDecoratorB

        
Inherits
 
Decorator

        
Public
 
Overrides
 
Sub
 
Operation
()

            
MyBase
.
Operation
()

            
AddedBehavior
()

            
Console
.
WriteLine
(
"ConcreteDecoratorB.Operation()"
)

        
End
 
Sub

        
Private
 
Sub
 
AddedBehavior
()

        
End
 
Sub

    
End
 
Class

End
 
Namespace

```

### Delphi
Языки Delphi и Free Pascal поддерживают class helpers, которые делают ненужным использование шаблона декоратор.
```
 

program
 
NoMoreDecorators
;

type

  
TMyObject
 
=
 
class

    
procedure
 
WriteHello
;

  
end
;

  
TMyObjectHelper
 
=
 
class
 
helper
 
for
 
TMyObject

    
procedure
 
WriteHello
(
const
 
Name
:
 
string
)
;
 
overload
;

  
end
;

procedure
 
TMyObject
.
WriteHello
;

begin

  
writeln
(
'Hello'
)
;

end
;

procedure
 
TMyObjectHelper
.
WriteHello
(
const
 
Name
:
 
string
)
;

begin

  
writeln
(
'Hello, '
,
 
Name
,
 
'!'
)
;

end
;

var

  
o
:
 
TMyObject
;

begin

  
o
 
:=
 
TMyObject
.
Create
;

  
o
.
WriteHello
;

  
o
.
WriteHello
(
'Jean'
)
;

  
o
.
Free
;

end
.

```

```
program
 
DecoratorPattern
;

{$APPTYPE CONSOLE}

uses

  
SysUtils
;

type

  
TInterfaceComponent
 
=
 
class

  
public

    
procedure
 
Operation
;
 
virtual
;
 
abstract
;

  
end
;

type

  
TConcreteComponent
 
=
 
class
(
TInterfaceComponent
)

  
public

    
procedure
 
Operation
;
 
override
;

  
end
;

  
procedure
 
TConcreteComponent
.
Operation
;

  
begin

    
Write
(
'нельзя'
)
;

  
end
;

type

  
TDecorator
 
=
 
class
(
TInterfaceComponent
)

  
private

    
FComponent
:
 
TInterfaceComponent
;

  
public

    
constructor
 
Create
(
aComponent
:
 
TInterfaceComponent
)
;

  
end
;

  
constructor
 
TDecorator
.
Create
(
aComponent
:
 
TInterfaceComponent
)
;

  
begin

    
FComponent
 
:=
 
aComponent
;

  
end
;

type

  
TBeforeDecorator
 
=
 
class
(
TDecorator
)

  
public

    
procedure
 
Operation
;
 
override
;

  
end
;

  
procedure
 
TBeforeDecorator
.
Operation
;

  
begin

    
Write
(
'Казнить, '
)
;

    
FComponent
.
Operation
;

  
end
;

type

  
TAfterDecorator
 
=
 
class
(
TDecorator
)

  
public

    
procedure
 
Operation
;
 
override
;

  
end
;

  
procedure
 
TAfterDecorator
.
Operation
;

  
begin

    
FComponent
.
Operation
;

    
Write
(
' помиловать'
)
;

  
end
;

type

  
TOverrideDecorator
 
=
 
class
(
TDecorator
)

  
public

    
procedure
 
Operation
;
 
override
;

  
end
;

  
procedure
 
TOverrideDecorator
.
Operation
;

  
begin

    
Write
(
'Любите друг друга!'
)
;

  
end
;

var

  
vSameComponent
:
 
TInterfaceComponent
;

begin

  
vSameComponent
 
:=
 
TAfterDecorator
.
Create
(
TConcreteComponent
.
Create
)
;

  
vSameComponent
.
Operation
;
 
// Будет выведено "нельзя помиловать"

  
Writeln
;

  
vSameComponent
 
:=
 
TBeforeDecorator
.
Create
(
vSameComponent
)
;

  
vSameComponent
.
Operation
;
 
// Будет выведено "Казнить, нельзя помиловать"

  
Writeln
;

  
vSameComponent
 
:=
 
TOverrideDecorator
.
Create
(
vSameComponent
)
;

  
vSameComponent
.
Operation
;
 
// Будет выведено "Любите друг друга!"

  
// Ради упрощения примера уничтожение объектов не показано

  
ReadLn
;

end
.

```

### Swift
```
protocol
 
Book
 
{

    
var
 
title
:
 
String
 
{
 
get
 
set
 
}

    
var
 
price
:
 
Int
 
{
 
get
 
set
 
}

    
    
func
 
getPrice
()
 
->
 
Int

}

class
 
BookImpl
:
 
Book
 
{

    
    
var
 
title
:
 
String
 
=
 
""

    
var
 
price
:
 
Int
 
=
 
1000

    
    
func
 
getPrice
()
 
->
 
Int
 
{

        
return
 
price

    
}

    

}

class
 
DiscountBook
:
 
Book
 
{

    
    
let
 
element
:
 
BookImpl

    
var
 
title
:
 
String
 
=
 
"«Грокаем алгоритмы»"

    
var
 
price
:
 
Int
 
=
 
0

    
    
init
(
element
:
 
BookImpl
)
 
{

        
self
.
element
 
=
 
element

        
self
.
title
 
=
 
element
.
title

        
self
.
price
 
=
 
element
.
price

    
}

    
    
// 30% sale

    
func
 
getPrice
()
 
->
 
Int
 
{

        
return
 
price
 
-
 
(
price
 
*
 
30
)
/
100

    
}

    

}

//  Use Decorator

  
let
 
book
 
=
 
BookImpl
()

  
let
 
discountBook
 
=
 
DiscountBook
(
element
:
 
book
)

  
print
(
discountBook
.
getPrice
())

```